# Бэкон, Николас
Николас Бэкон (англ. Nicholas Bacon; 1510, Бромли, Лондон — 10 (20) февраля 1579, Горхэмбери, Хартфордшир, Англия) — английский политический деятель и судья, лорд-канцлер, лорд-хранитель Большой печати во времена правления королевы Елизаветы I. Отец Фрэнсиса Бэкона.

## Биография
Николас Бэкон родился в дворянской семье, был вторым сыном Роберта Бэкона из Динкстона в Суффолке. В 1527 году он закончил Кембриджский университет со степенью бакалавра искусств. После этого некоторое время жил в Париже. После возвращения на родину Бэкон учился при адвокатской камере Грэй Инн, и в 1533 году ему было присвоено звание адвоката. Через 4 года началась его карьера юриста в качестве адвоката при Опекунском суде. Вскоре Н. Бэкон добился больших успехов как на юридическом поприще, так и в политической жизни Англии: после секуляризации королём Генрихом VIII монастырских земель он получил земельные владения, в 1545 был избран в английский парламент от Дартмута, а в 1546 стал адвокатом Королевского двора (это звание приносило его владельцу не только почёт, но и ощутимые материальные выгоды). В 1550 году он был назначен судьёй, и в 1552 — казначеем камеры Грэй Инн.
Несмотря на известные симпатии Н. Бэкона к протестантизму, он сохранил своё положение в Опекунском суде и в годы правления в Англии католической королевы Марии I (впрочем, ему было запрещено покидать Англию). После восхождения на престол королевы Елизаветы I начался быстрый рост карьеры Бэкона (в первую очередь благодаря его тесной дружбе со своим тестем, сэром Уильямом Сесилом, лордом Баргли. Уже в декабре 1558 года Бэкон стал лордом-хранителем Большой печати. Вскоре после этого он стал членом Королевского совета и пэром Англии. Поддерживал своего друга, Мэтью Паркера, в его борьбе за место архиепископа Кентерберийского, в том числе и в парламенте.
В отличие от своего друга Сесиля, Н. Бэкон, выступал против политики войны с Францией, исходя из того, что в тот момент Англия имела для этого недостаточно ресурсов. В то же время поддерживал развитие самых тесных связей с зарубежными протестантами. В 1559 году был назначен королевой лорд-канцлером Англии. В 1564 году Бэкон временно впал в немилость, так как Елизавета заподозрила его в участии в публикации памфлета Джона Хейлса «A Declaration of the Succession of the Crowne Imperial of England», в котором обосновывались права леди Джейн Грей на английский престол.
Н. Бэкон высказывал серьёзные опасения в связи с браком шотландской королевы Марии Стюарт и герцога Норфолкского, и указывал королеве Елизавете на те негативные последствия, которые может этот брак иметь для Англии. Выступал также против брака самой Елизаветы с французским принцем Франсуа, герцогом Анжуйским. Н. Бэкон был противником римско-католической церкви, в особенности после событий Варфоломеевской ночи в Париже. Как убеждённый сторонник англиканской церкви, Н. Бэкон уделял много внимания церковным вопросам и церковному образованию. Похоронен в лондонском соборе Святого Павла.

### Личная жизнь
- Первая жена — Джейн Фернли (ск. 1552), дети — 3 мальчика и 3 девочки: Николас, Эдвард, Натаниэль, Элизабет, Анна, Элизабет;
- Вторая жена — Анна Кук, дети — 2 мальчика: Энтони и Фрэнсис.